# Batamanta

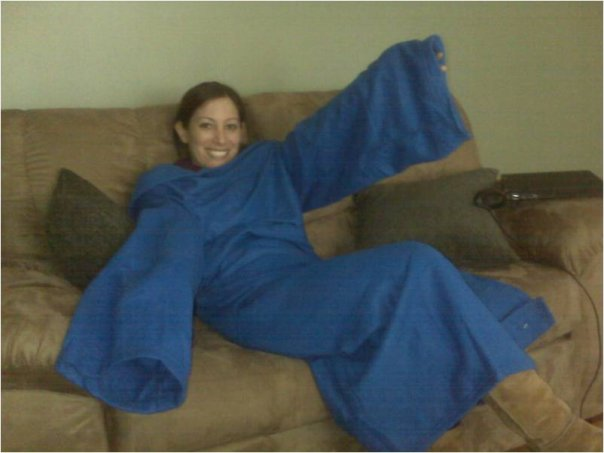
4,200x3,000px

La manta amb mànigues, popularment coneguda com a batamanta, és una peça de vestir unisex usualment fabricada amb llana o cotó i l'aparença és la d'una bata emprada a l'inrevés, o sigui, amb la seva obertura central per l'esquena. Actualment, la batamanta als Estats Units és coneguda també com a "comfy blanket" (literalment, manta còmoda). En qualsevol cas, la Snuggie, en qualitat de marca vulgaritzada, és el terme usat amb més freqüència en el món angloparlant per referir-se a aquesta peça. A Espanya i Amèrica Llatina se sol preferir el terme compost "batamanta". Ha estat comercialitzada amb diversos noms, com ara Snuggie, Snuggler, Doojo, Toasty Wrap i Slanket, amb diverses mides, colors i materials, però sempre amb el mateix disseny. Als Estats Units, durant el 2009 la marca Snuggie es va convertir en tot un fenomen cultural després de l'èxit que van tenir diverses paròdies de les seves vídeos de la teletienda.> De manera similar, a Espanya la peça es va popularitzar amb el nom de "batamanta", essent esmentada així als mitjans de comunicació.
La primera versió comercial de la manta amb mànigues es va denominar Freedom Blanket (Manta de la llibertat), però va ser Slanket la primera batamanta a aconseguir certa popularitat gràcies als seus anuncis de la teletienda. El disseny del primer prototip de Slanket va ser creat per Gary Clegg i Ryan Lafayette a Maine en 1998, emprant un sac de dormir. La idea de Clegg va venir de la manta amb una màniga que la seva mare li va fer perquè la fes servir al seu fred dormitori. Més tard, Clegg va desenvolupar el concepte fins a crear la Slanket actual, amb dues mànigues.>